# Министерство оборонной промышленности Российской Федерации
Министерство оборонной промышленности Российской Федерации (МИНОБОРОНПРОМ) — федеральный орган исполнительной власти, существовавший в 1996—1997 годах. Министерство было правопреемником Государственного комитета Российской Федерации по оборонным отраслям промышленности.
Образовано Указом Президента Российской Федерации РФ от 8 мая 1996 г. № 686 «О совершенствовании государственного управления оборонной промышленностью».
Предельная численность работников центрального аппарата министерства составляла 1196 единиц на 1996 год и 1500 единиц с 1 января 1997 г. (без персонала по охране и обслуживанию зданий).

## Введение
Постановлением Правительства Российской Федерации от 18 июля 1996 года № 815 Министерству оборонной промышленности Российской Федерации были подведомственны следующие вопросы:
1. принимает участие в разработке государственного оборонного заказа;
2. обладает исключительным правом внесения в установленном порядке предложений по назначению представителей государства в акционерных обществах, созданных путём преобразования предприятий и организаций оборонной промышленности, а также по продаже, сдаче в аренду, в залог, внесению в качестве вклада в уставный капитал хозяйственных товариществ и обществ государственного имущества, находящегося у предприятий оборонной промышленности на праве хозяйственного ведения или оперативного управления;
3. осуществляет организационно-техническое обеспечение деятельности Федеральной комиссии при Правительстве Российской Федерации по обеспечению контроля за управлением и приватизацией объектов, предприятий и организаций оборонного комплекса, а также деятельности Российской части Межгосударственной комиссии по военно-экономическому сотрудничеству государств -участников Содружества Независимых Государств;
4. координирует и контролирует деятельность предприятий и организаций независимо от форм собственности, находящихся в сфере его ведения, по реализации мероприятий по мобилизационной подготовке экономики, включая создание, сохранение и использование страхового фонда технической документации на военную и другую продукцию;
5. осуществляет разработку и реализацию мер по широкому использованию технологий двойного назначения в военном и гражданском производстве предприятий оборонной промышленности.

## Руководство Министерства

###### Министр
- Пак Зиновий Петрович — министр оборонной промышленности Российской Федерации, директор Российского агентства по боеприпасам (1999—2003), доктор химических наук, профессор, Лауреат Государственной премии СССР (1980) и Лауреат Ленинской премии (1984) за достижения в области разработки и освоения новых видов специальной техники. Создатель уникальных технологий по использованию редких видов топлива, в том числе для межконтинентальных стратегических ракет РС-12М, «Тополь-М».

###### Заместители министра
- Буравлев Константин Эдуардович — статс-секретарь- заместитель Министра оборонной промышленности Российской Федерации,
- Ливанов Виктор Владимирович — заместитель Министра оборонной промышленности Российской Федерации, авиаконструктор, генеральный директор ОАО «Авиационный комплекс имени С. В. Ильюшина» (1997—2014).
- Пахомов Владимир Александрович — заместитель Министра оборонной промышленности Российской Федерации, доктор экономических наук, лауреат премии Правительства РФ в области науки и техники.
- Хапов Александр Владимирович — заместитель Министра оборонной промышленности Российской Федерации.
- Ефимов Олег Павлович — заместитель Министра оборонной промышленности Российской Федерации, награждён орденами Трудового Красного Знамени (1977), «Знак Почёта» (1986),
- Янпольский Геннадий Георгиевич — заместителем Министра оборонной промышленности Российской Федерации.
- Быков Андрей Петрович — заместитель Министра оборонной промышленности Российской Федерации, деятель советских и российских спецслужб, доктор технических наук, генерал-полковник.